# Pro Bowl
Il Pro Bowl è l'All-Star Game della National Football League e viene disputato al termine della stagione. Tra il 1971 e il 2013 è stato ufficialmente denominato AFC-NFC Pro Bowl mentre dal 2022 è denominato Pro Bowl Games.
Per molte edizioni è stato disputato come ultima partita della stagione, nella settimana seguente il Super Bowl, ma dalla stagione 2009 viene disputato la settimana prima del Super Bowl, che è così diventato l'ultima partita della stagione. La partita, dopo aver avuto diverse sedi durante la sua storia, ha avuto dal 1980 al 2017 la sua sede fissa all'Aloha Stadium di Honolulu, nelle Hawaii. Nella stagione 2009 si è disputata eccezionalmente nello stesso stadio del Super Bowl XLIV, il Sun Life Stadium di Miami. Dal 2017 il Pro Bowl si è disputato al Citrus Bowl di Orlando.
Per la prima volta dall'edizione 2014 la partita non è disputata tra due selezioni dei miglior giocatori di ogni conference ma vi sono state due squadre nominate Team Rice e Team Sanders, capitanate dai membri della Pro Football Hall of Fame Jerry Rice e Deion Sanders. I giocatori sono stati assegnati alle due squadre per la prima volta tramite un draft che si è tenuto il 22 gennaio 2014. Il 1º giugno 2016 però, la NFL annunciò che, in concomitanza con lo spostamento del Pro Bowl da Honolulu a Orlando (dal 2017), si sarebbe abbandonata questa formula, durata 3 anni, per tornare alla tradizionale contrapposizione AFC-NFC che sembra aver garantito una maggior competitività e spettacolarità dell'evento. Dall'edizione del 2022 fu adottata una nuova formula ribattezzata "The Pro Bowl Games" consistente in sfide di abilità per una settimana tra i giocatori selezionati culminante con una partita di flag football.

## Storia

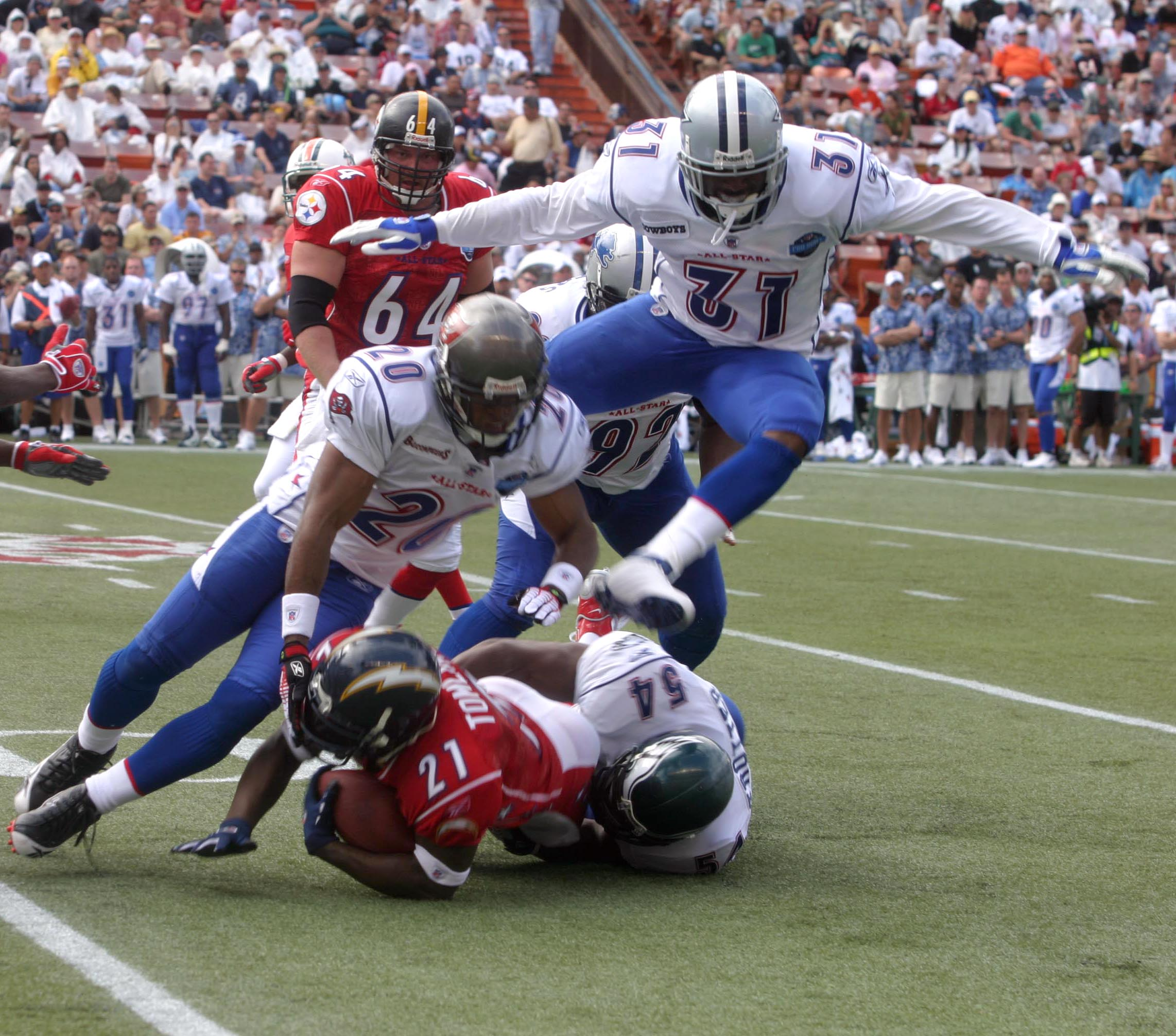
Tackle durante il Pro Bowl 2006 alle Hawaii

L'All-Star game (al termine della stagione) tra la squadra vincitrice ed un team di all-star fu creato nel gennaio 1939, alla fine della stagione 1938. Nella prima edizione al Wrigley Field di Los Angeles (California) i New York Giants batterono una selezione di giocatori dell'NFL e di due squadre indipendenti, i Los Angeles Bulldogs e gli Hollywood Stars. Questa competizione (tra una squadra regolare ed una selezione) continuò fino alla stagione 1942.
La NFL ripropose la partita dal 1951. Questa volta la sfida era tra le selezioni delle due conference che compongono il campionato: American contro National (1951-53), Eastern contro Western (1954-70), ed AFC contro NFC (dal 1971).
Dopo la fusione tra AFL e NFL effettuata nel 1970, il nome della partita venne cambiato in "AFC-NFC Pro Bowl". Dopo questa fusione, i capi allenatori delle due squadre che perdono l'AFC e l'NFC championship vengono scelti come allenatori delle rispettive squadre, un compromesso che nacque dalla decisione di eliminare il Playoff Bowl, cui partecipavano le squadre perdenti (una specie di finale per il terzo e quarto posto).

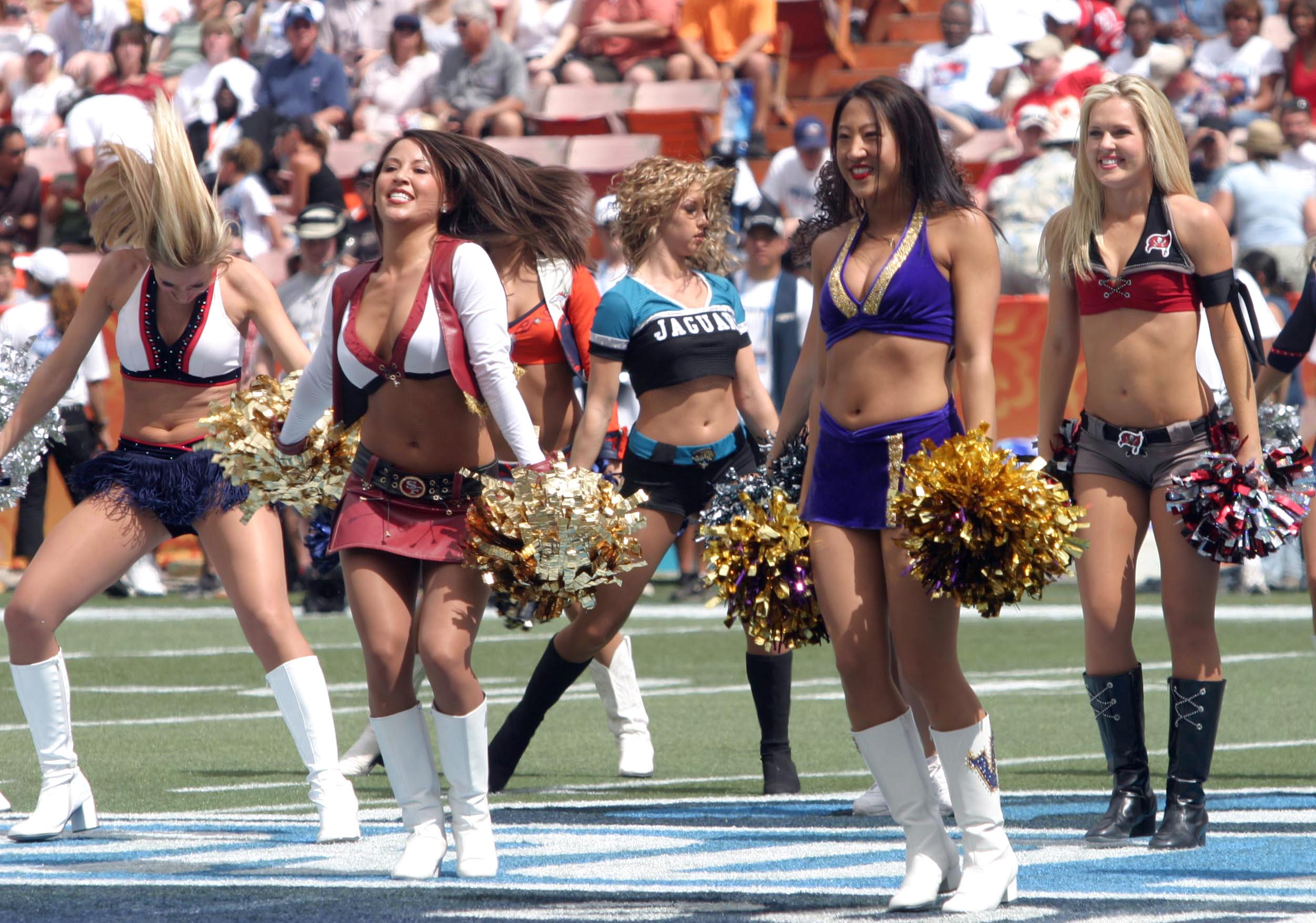
Una cheerleader per squadra partecipa al Pro Bowl

I giocatori vengono votati dagli allenatori, dai giocatori stessi e dai tifosi. Ogni categoria vale un terzo nel conteggio dei voti. I fan votano on-line dal sito ufficiale della lega nfl.com. Esistono anche rimpiazzi che partecipano alla partita in caso di infortunio di qualche atleta selezionato o perché i giocatori appartengono alle due squadre che si sono qualificate per il Super Bowl, che in genere si disputa la settimana successiva al Pro Bowl. Prima del 1985, solo gli allenatori sceglievano il roster.
Nel maggio 2022 il commissario della NFL Roger Goodell mise in dubbio il futuro del Pro Bowl, sostenendo che "non funziona" e che era necessario "un altro modo per celebrare i giocatori". Il 26 settembre 2022 la NFL annunciò la trasformazione del Pro Bowl a partite dall'edizione 2023 con la sua ridenominazione in "The Pro Bowl Games" ossia una serie di sfide di abilità che per una settimana impegneranno i giocatori selezionati della AFC e della NFC e che si concluderà con una partita di flag football.

### MVP del Pro Bowl
Il primo Most Valuable Player award nel Pro Bowl fu assegnato nel 1951. Dal 1957 al 1971, vennero premiati due giocatori: il miglior attaccante di seconda linea ed il miglior difensore di linea. Nel 1972 ci furono premi per il miglior attaccante ed il miglior difensore. Dal 1973 al 2013 questi premi vennero fusi in uno solo, l'MVP. Dal 2014 vengono nuovamente assegnati due premi.

## Le edizioni del Pro Bowl
| NFL All-Star games (1939-1942)             | NFL All-Star games (1939-1942)                       | NFL All-Star games (1939-1942)                       | NFL All-Star games (1939-1942)                       | NFL All-Star games (1939-1942)                       | NFL All-Star games (1939-1942)                                                                      | NFL All-Star games (1939-1942)                       |
| Stagione                                   | Data                                                 | Squadra vincitrice                                   | Squadra perdente                                     | Risultato                                            | Miglior giocatore (MVP)                                                                             | Sede                                                 |
| ------------------------------------------ | ---------------------------------------------------- | ---------------------------------------------------- | ---------------------------------------------------- | ---------------------------------------------------- | --------------------------------------------------------------------------------------------------- | ---------------------------------------------------- |
| 1938                                       | 15 gennaio 1939                                      | New York Giants                                      | Pro All-Stars                                        | 13-10                                                | Non assegnato                                                                                       | Wrigley Field                                        |
| 1939                                       | 14 gennaio 1940                                      | Green Bay Packers                                    | NFL All-Stars                                        | 16-7                                                 | Non assegnato                                                                                       | Gilmore Stadium, Los Angeles                         |
| 1940                                       | 29 dicembre 1940                                     | Chicago Bears                                        | NFL All-Stars                                        | 28-14                                                | Non assegnato                                                                                       | Gilmore Stadium, Los Angeles                         |
| 1941                                       | 4 gennaio 1942                                       | Chicago Bears                                        | NFL All-Stars                                        | 35-24                                                | Non assegnato                                                                                       | Polo Grounds                                         |
| 1942                                       | 27 dicembre 1942                                     | NFL All-Stars                                        | Washington Redskins                                  | 17-14                                                | Non assegnato                                                                                       | Connie Mack Stadium, Filadelfia                      |
| NFL Pro Bowls (1951-1970)                  |                                                      |                                                      |                                                      |                                                      | |                                                      |
| Stagione                                   | Data                                                 | Squadra vincitrice                                   | Squadra perdente                                     | Risultato                                            | Miglior giocatore (MVP)                                                                             | Sede                                                 |
| 1950                                       | 14 gennaio 1951                                      | American Conference                                  | National Conference                                  | 28-27                                                | Otto Graham (Cleveland Browns, quarterback)                                                         | Los Angeles Memorial Coliseum                        |
| 1951                                       | 12 gennaio 1952                                      | National Conference                                  | American Conference                                  | 30-13                                                | Dan Towler (Los Angeles Rams, running back)                                                         | Los Angeles Memorial Coliseum                        |
| 1952                                       | 10 gennaio 1953                                      | National Conference                                  | American Conference                                  | 27-7                                                 | Don Doll (Detroit Lions, defensive back)                                                            | Los Angeles Memorial Coliseum                        |
| 1953                                       | 17 gennaio 1954                                      | East                                                 | West                                                 | 20-9                                                 | Chuck Bednarik (Philadelphia Eagles, linebacker)                                                    | Los Angeles Memorial Coliseum                        |
| 1954                                       | 16 gennaio 1955                                      | West                                                 | East                                                 | 26-19                                                | Billy Wilson (San Francisco 49ers, end)                                                             | Los Angeles Memorial Coliseum                        |
| 1955                                       | 15 gennaio 1956                                      | East                                                 | West                                                 | 31-30                                                | Ollie Matson (Chicago Cardinals, running back)                                                      | Los Angeles Memorial Coliseum                        |
| 1956                                       | 13 gennaio 1957                                      | West                                                 | East                                                 | 19-10                                                | Back: Bert Rechichar (Baltimore Colts) Lineman: Ernie Stautner (Pittsburgh Steelers)                | Los Angeles Memorial Coliseum                        |
| 1957                                       | 12 gennaio 1958                                      | West                                                 | East                                                 | 26-7                                                 | Back: Hugh McElhenny (San Francisco 49ers) Lineman: Gene Brito (Washington Redskins)                | Los Angeles Memorial Coliseum                        |
| 1958                                       | 11 gennaio 1959                                      | East                                                 | West                                                 | 28-21                                                | Back: Frank Gifford (New York Giants) Lineman: Doug Atkins (Chicago Bears)                          | Los Angeles Memorial Coliseum                        |
| 1959                                       | 17 gennaio 1960                                      | West                                                 | East                                                 | 38-21                                                | Back: Johnny Unitas (Baltimore Colts) Lineman: Big Daddy Lipscomb (Pittsburgh Steelers)             | Los Angeles Memorial Coliseum                        |
| 1960                                       | 15 gennaio 1961                                      | West                                                 | East                                                 | 35-31                                                | Back: Johnny Unitas (Baltimore Colts) Lineman: Sam Huff (New York Giants)                           | Los Angeles Memorial Coliseum                        |
| 1961                                       | 14 gennaio 1962                                      | West                                                 | East                                                 | 31-30                                                | Back: Jim Brown (Cleveland Browns) Lineman: Henry Jordan (Green Bay Packers)                        | Los Angeles Memorial Coliseum                        |
| 1962                                       | 13 gennaio 1963                                      | East                                                 | West                                                 | 30-20                                                | Back: Jim Brown (Cleveland Browns) Lineman: Big Daddy Lipscomb (Pittsburgh Steelers)                | Los Angeles Memorial Coliseum                        |
| 1963                                       | 12 gennaio 1964                                      | West                                                 | East                                                 | 31-17                                                | Back: Johnny Unitas (Baltimore Colts) Lineman: Gino Marchetti (Baltimore Colts)                     | Los Angeles Memorial Coliseum                        |
| 1964                                       | 10 gennaio 1965                                      | West                                                 | East                                                 | 34-14                                                | Back: Fran Tarkenton (Minnesota Vikings) Lineman: Terry Barr (Detroit Lions)                        | Los Angeles Memorial Coliseum                        |
| 1965                                       | 15 gennaio 1966                                      | East                                                 | West                                                 | 36-7                                                 | Back: Jim Brown (Cleveland Browns) Lineman: Dale Meinert (St. Louis Cardinals)                      | Los Angeles Memorial Coliseum                        |
| 1966                                       | 22 gennaio 1967                                      | East                                                 | West                                                 | 20-10                                                | Back: Gale Sayers (Chicago Bears) Lineman: Floyd Peters (Philadelphia Eagles)                       | Los Angeles Memorial Coliseum                        |
| 1967                                       | 21 gennaio 1968                                      | West                                                 | East                                                 | 38-20                                                | Back: Gale Sayers (Chicago Bears) Lineman: Dave Robinson (Green Bay Packers)                        | Los Angeles Memorial Coliseum                        |
| 1968                                       | 19 gennaio 1969                                      | West                                                 | East                                                 | 10-7                                                 | Back: Roman Gabriel (Los Angeles Rams) Lineman: Merlin Olsen (Los Angeles Rams)                     | Los Angeles Memorial Coliseum                        |
| 1969                                       | 18 gennaio 1970                                      | West                                                 | East                                                 | 16-13                                                | Back: Gale Sayers (Chicago Bears) Lineman: George Andrie (Dallas Cowboys)                           | Los Angeles Memorial Coliseum                        |
| AFC-NFC Pro Bowls (1971-2013)              |                                                      |                                                      |                                                      |                                                      | |                                                      |
| Stagione                                   | Data                                                 | Squadra vincitrice                                   | Squadra perdente                                     | Risultato                                            | Miglior giocatore (MVP)                                                                             | Sede                                                 |
| 1970                                       | 24 gennaio 1971                                      | NFC                                                  | AFC                                                  | 27-6                                                 | Back: Mel Renfro (Dallas Cowboys) Lineman: Fred Carr (Green Bay Packers)                            | Los Angeles Memorial Coliseum                        |
| 1971                                       | 23 gennaio 1972                                      | AFC                                                  | NFC                                                  | 26-13                                                | Offense: Jan Stenerud (Kansas City Chiefs) Defense: Willie Lanier (Kansas City Chiefs)              | Los Angeles Memorial Coliseum                        |
| 1972                                       | 21 gennaio 1973                                      | AFC                                                  | NFC                                                  | 33-28                                                | O. J. Simpson (Buffalo Bills, running back)                                                         | Texas Stadium                                        |
| 1973                                       | 20 gennaio 1974                                      | AFC                                                  | NFC                                                  | 15-13                                                | Garo Yepremian (Miami Dolphins, placekicker)                                                        | Arrowhead Stadium                                    |
| 1974                                       | 20 gennaio 1975                                      | NFC                                                  | AFC                                                  | 17-10                                                | James Harris (Los Angeles Rams, quarterback)                                                        | Miami Orange Bowl                                    |
| 1975                                       | 26 gennaio 1976                                      | NFC                                                  | AFC                                                  | 23-20                                                | Billy "White Shoes" Johnson (Houston Oilers, kick returner)                                         | Louisiana Superdome                                  |
| 1976                                       | 17 gennaio 1977                                      | AFC                                                  | NFC                                                  | 24-14                                                | Mel Blount (Pittsburgh Steelers, cornerback)                                                        | Kingdome                                             |
| 1977                                       | 23 gennaio 1978                                      | NFC                                                  | AFC                                                  | 14-13                                                | Walter Payton (Chicago Bears, running back)                                                         | Houlihan's Stadium, Tampa                            |
| 1978                                       | 29 gennaio 1979                                      | NFC                                                  | AFC                                                  | 13-7                                                 | Ahmad Rashād (Minnesota Vikings, wide receiver)                                                     | Los Angeles Memorial Coliseum                        |
| 1979                                       | 27 gennaio 1980                                      | NFC                                                  | AFC                                                  | 37-27                                                | Chuck Muncie (New Orleans Saints, running back)                                                     | Aloha Stadium                                        |
| 1980                                       | 1º febbraio 1981                                     | NFC                                                  | AFC                                                  | 21-7                                                 | Eddie Murray (Detroit Lions, placekicker)                                                           | Aloha Stadium                                        |
| 1981                                       | 31 gennaio 1982                                      | AFC                                                  | NFC                                                  | 16-13                                                | Kellen Winslow (San Diego Chargers, tight end) Lee Roy Selmon (Tampa Bay Buccaneers, defensive end) | Aloha Stadium                                        |
| 1982                                       | 6 febbraio 1983                                      | NFC                                                  | AFC                                                  | 20-19                                                | Dan Fouts (San Diego Chargers, quarterback) John Jefferson (Green Bay Packers, wide receiver)       | Aloha Stadium                                        |
| 1983                                       | 29 gennaio 1984                                      | NFC                                                  | AFC                                                  | 45-3                                                 | Joe Theismann (Washington Redskins, quarterback)                                                    | Aloha Stadium                                        |
| 1984                                       | 27 gennaio 1985                                      | AFC                                                  | NFC                                                  | 22-14                                                | Mark Gastineau (New York Jets, defensive end)                                                       | Aloha Stadium                                        |
| 1985                                       | 2 febbraio 1986                                      | NFC                                                  | AFC                                                  | 28-24                                                | Phil Simms (New York Giants, quarterback)                                                           | Aloha Stadium                                        |
| 1986                                       | 1º febbraio 1987                                     | AFC                                                  | NFC                                                  | 10-6                                                 | Reggie White (Philadelphia Eagles, defensive end)                                                   | Aloha Stadium                                        |
| 1987                                       | 7 febbraio 1988                                      | AFC                                                  | NFC                                                  | 15-6                                                 | Bruce Smith (Buffalo Bills, defensive end)                                                          | Aloha Stadium                                        |
| 1988                                       | 29 gennaio 1989                                      | NFC                                                  | AFC                                                  | 34-3                                                 | Randall Cunningham (Philadelphia Eagles, quarterback)                                               | Aloha Stadium                                        |
| 1989                                       | 4 febbraio 1990                                      | NFC                                                  | AFC                                                  | 27-21                                                | Jerry Gray (Los Angeles Rams, cornerback)                                                           | Aloha Stadium                                        |
| 1990                                       | 3 febbraio 1991                                      | AFC                                                  | NFC                                                  | 23-21                                                | Jim Kelly (Buffalo Bills, quarterback)                                                              | Aloha Stadium                                        |
| 1991                                       | 2 febbraio 1992                                      | NFC                                                  | AFC                                                  | 21-15                                                | Michael Irvin (Dallas Cowboys, wide receiver)                                                       | Aloha Stadium                                        |
| 1992                                       | 7 febbraio 1993                                      | AFC                                                  | NFC                                                  | 23-20                                                | Steve Tasker (Buffalo Bills, special team)                                                          | Aloha Stadium                                        |
| 1993                                       | 6 febbraio 1994                                      | NFC                                                  | AFC                                                  | 17-3                                                 | Andre Rison (Atlanta Falcons, wide receiver)                                                        | Aloha Stadium                                        |
| 1994                                       | 5 febbraio 1995                                      | AFC                                                  | NFC                                                  | 41-13                                                | Marshall Faulk (Indianapolis Colts, running back)                                                   | Aloha Stadium                                        |
| 1995                                       | 4 febbraio 1996                                      | NFC                                                  | AFC                                                  | 20-13                                                | Jerry Rice (San Francisco 49ers, wide receiver)                                                     | Aloha Stadium                                        |
| 1996                                       | 2 febbraio 1997                                      | AFC                                                  | NFC                                                  | 26-23                                                | Mark Brunell (Jacksonville Jaguars, quarterback)                                                    | Aloha Stadium                                        |
| 1997                                       | 1º febbraio 1998                                     | AFC                                                  | NFC                                                  | 29-24                                                | Warren Moon (Seattle Seahawks, quarterback)                                                         | Aloha Stadium                                        |
| 1998                                       | 7 febbraio 1999                                      | AFC                                                  | NFC                                                  | 23-10                                                | Ty Law (New England Patriots, cornerback) Keyshawn Johnson (New York Jets, wide receiver)           | Aloha Stadium                                        |
| 1999                                       | 6 febbraio 2000                                      | NFC                                                  | AFC                                                  | 51-31                                                | Randy Moss (Minnesota Vikings, wide receiver)                                                       | Aloha Stadium                                        |
| 2000                                       | 4 febbraio 2001                                      | AFC                                                  | NFC                                                  | 38-17                                                | Rich Gannon (Oakland Raiders, quarterback)                                                          | Aloha Stadium                                        |
| 2001                                       | 10 febbraio 2002                                     | AFC                                                  | NFC                                                  | 38-30                                                | Rich Gannon (Oakland Raiders, quarterback)                                                          | Aloha Stadium                                        |
| 2002                                       | 2 febbraio 2003                                      | AFC                                                  | NFC                                                  | 45-20                                                | Ricky Williams (Miami Dolphins, running back)                                                       | Aloha Stadium                                        |
| 2003                                       | 8 febbraio 2004                                      | NFC                                                  | AFC                                                  | 55-52                                                | Marc Bulger (Saint Louis Rams, quarterback)                                                         | Aloha Stadium                                        |
| 2004                                       | 13 febbraio 2005                                     | AFC                                                  | NFC                                                  | 38-27                                                | Peyton Manning (Indianapolis Colts, quarterback)                                                    | Aloha Stadium                                        |
| 2005                                       | 12 febbraio 2006                                     | NFC                                                  | AFC                                                  | 23-17                                                | Derrick Brooks (Tampa Bay Buccaneers, linebacker)                                                   | Aloha Stadium                                        |
| 2006                                       | 10 febbraio 2007                                     | AFC                                                  | NFC                                                  | 31-28                                                | Carson Palmer (Cincinnati Bengals, quarterback)                                                     | Aloha Stadium                                        |
| 2007                                       | 10 febbraio 2008                                     | NFC                                                  | AFC                                                  | 42-30                                                | Adrian Peterson (Minnesota Vikings, running back)                                                   | Aloha Stadium                                        |
| 2008                                       | 8 febbraio 2009                                      | NFC                                                  | AFC                                                  | 30-21                                                | Larry Fitzgerald (Arizona Cardinals, wide receiver)                                                 | Aloha Stadium                                        |
| 2009                                       | 31 gennaio 2010                                      | AFC                                                  | NFC                                                  | 41-34                                                | Matt Schaub (Houston Texans, quarterback)                                                           | Sun Life Stadium                                     |
| 2010                                       | 30 gennaio 2011                                      | NFC                                                  | AFC                                                  | 55-41                                                | DeAngelo Hall (Washington Redskins, cornerback)                                                     | Aloha Stadium                                        |
| 2011                                       | 29 gennaio 2012                                      | AFC                                                  | NFC                                                  | 59-41                                                | Brandon Marshall (Miami Dolphins, wide receiver)                                                    | Aloha Stadium                                        |
| 2012                                       | 27 gennaio 2013                                      | NFC                                                  | AFC                                                  | 62-35                                                | Kyle Rudolph (Minnesota Vikings, tight end)                                                         | Aloha Stadium                                        |
| Unconferenced (2014-2016)                  |                                                      |                                                      |                                                      |                                                      | |                                                      |
| Stagione                                   | Data                                                 | Squadra vincitrice                                   | Squadra perdente                                     | Risultato                                            | Miglior giocatore (MVP)                                                                             | Sede                                                 |
| 2013                                       | 26 gennaio 2014                                      | Team Rice                                            | Team Sanders                                         | 22-21                                                | Offense: Nick Foles (Philadelphia Eagles) Defense: Derrick Johnson (Kansas City Chiefs)             | Aloha Stadium                                        |
| 2014                                       | 25 gennaio 2015                                      | Team Irvin                                           | Team Carter                                          | 32-28                                                | Offense: Matthew Stafford (Detroit Lions) Defense: J.J. Watt (Houston Texans)                       | University of Phoenix Stadium                        |
| 2015                                       | 31 gennaio 2016                                      | Team Irvin                                           | Team Rice                                            | 49-27                                                | Offense: Russell Wilson (Seattle Seahawks) Defense: Michael Bennett (Seattle Seahawks)              | Aloha Stadium                                        |
| AFC-NFC (2017-2022)                        |                                                      |                                                      |                                                      |                                                      | |                                                      |
| Stagione                                   | Data                                                 | Squadra vincitrice                                   | Squadra perdente                                     | Risultato                                            | Miglior giocatore (MVP)                                                                             | Sede                                                 |
| 2016                                       | 29 gennaio 2017                                      | AFC                                                  | NFC                                                  | 20-13                                                | Offense: Travis Kelce (Kansas City Chiefs) Defense: Lorenzo Alexander (Buffalo Bills)               | Camping World Stadium                                |
| 2017                                       | 28 gennaio 2018                                      | AFC                                                  | NFC                                                  | 24-23                                                | Offense: Delanie Walker (Tennessee Titans) Defense: Von Miller (Denver Broncos)                     | Camping World Stadium                                |
| 2018                                       | 27 gennaio 2019                                      | AFC                                                  | NFC                                                  | 26-7                                                 | Offense: Patrick Mahomes (Kansas City Chiefs) Defense: Jamal Adams (New York Jets)                  | Camping World Stadium                                |
| 2019                                       | 26 gennaio 2020                                      | AFC                                                  | NFC                                                  | 38-33                                                | Offense: Lamar Jackson (Baltimore Ravens) Defense: Calais Campbell (Jacksonville Jaguars)           | Camping World Stadium                                |
| 2020                                       | Evento cancellato a causa della pandemia da COVID-19 | Evento cancellato a causa della pandemia da COVID-19 | Evento cancellato a causa della pandemia da COVID-19 | Evento cancellato a causa della pandemia da COVID-19 | Evento cancellato a causa della pandemia da COVID-19                                                | Evento cancellato a causa della pandemia da COVID-19 |
| 2021                                       | 6 febbraio 2022                                      | AFC                                                  | NFC                                                  | 41-35                                                | Offense: Justin Herbert (Los Angeles Chargers) Defense: Maxx Crosby (Las Vegas Raiders)             | Allegiant Stadium                                    |
| AFC-NFC The Pro Bowl Games (2023-presente) |                                                      |                                                      |                                                      |                                                      | |                                                      |
| Stagione                                   | Data                                                 | Squadra vincitrice                                   | Squadra perdente                                     | Risultato                                            | Miglior giocatore (MVP)                                                                             | Sede                                                 |
| 2022                                       | 5 febbraio 2023                                      | NFC                                                  | AFC                                                  | 35-33                                                | Offense: Kirk Cousins (Minnesota Vikings) Defense: da definire                                      | Allegiant Stadium                                    |
| 2023                                       | 4 febbraio 2024                                      | NFC                                                  | AFC                                                  | 64-59                                                | Offense: Baker Mayfield(Tampa Bay Buccaneers) Defense: Demario Davis (New Orleans Saints)           | Camping World Stadium                                |
| 2024                                       | 2 febbraio 2025                                      | NFC                                                  | AFC                                                  | 76-63                                                | Offense: Jared Goff(Detroit Lions) Defense: Byron Murphy (Minnesota Vikings)                        | Camping World Stadium                                |

- 1943-50 – Nessuna partita disputata a causa della seconda guerra mondiale

### Riepilogo vittorie formato unconferenced (2014-2016)
| Vittorie | Selezione    | Sconfitte | Presenze |
| -------- | ------------ | --------- | -------- |
| 2        | Team Irvin   | 0         | 2        |
| 1        | Team Rice    | 1         | 2        |
| 0        | Team Sanders | 1         | 1        |
| 0        | Team Carter  | 1         | 1        |

### Riepilogo vittorie AFC-NFC Pro Bowl (1971-2013, 2016-presente)
| Vittorie | Conference                   | Sconfitte | Presenze |
| -------- | ---------------------------- | --------- | -------- |
| 26       | American Football Conference | 24        | 50       |
| 24       | National Football Conference | 26        | 50       |

### Riepilogo vittorie NFL Pro Bowls (1951-1970)
| Vittorie | selezione           | Sconfitte | Presenze |
| -------- | ------------------- | --------- | -------- |
| 11       | West                | 6         | 17       |
| 6        | Est                 | 11        | 17       |
| 2        | National Conference | 1         | 3        |
| 1        | American Conference | 2         | 3        |

### Riepilogo vittorie NFL All-Star games (1939-1942)
| Vittorie | Club/selezione      | Sconfitte | Presenze |
| -------- | ------------------- | --------- | -------- |
| 2        | Chicago Bears       | 0         | 2        |
| 1        | Green Bay Packers   | 0         | 1        |
| 1        | New York Giants     | 0         | 1        |
| 1        | NFL All-Stars       | 3         | 4        |
| 0        | Pro All-Stars       | 1         | 1        |
| 0        | Washington Redskins | 1         | 1        |

## Statistiche
- È interessante notare che in 38 stagioni di fusione AFL-NFL, entrambe le squadre della NFC e della AFC hanno vinto Pro Bowl e Super Bowl 9 volte. L'AFC ha vinto il Pro Bowl (e l'NFC il Super Bowl) 10 volte, mentre il contrario è successo 9 volte.
- I giocatori degli Indianapolis Colts hanno vinto 8 premi MVP, più di ogni altro team. Quindi 6 sono stati i premi vinti dai giocatori dei Saint Louis Rams, 5 quelli vinti da giocatori dei Chicago Bears e Minnesota Vikings, 4 quelli vinti da giocatori dei Buffalo Bills, Cleveland Browns e Pittsburgh Steelers. 10 squadre ne hanno vinti 2 e 13 squadre ne hanno vinti 1 a testa. La squadra a secco sono i Carolina Panthers.
- I quarterback hanno vinto 18 titoli di MVP; i wide receiver sono secondi con 8.